# Veritas (azienda)
Veritas è la società per azioni a capitale interamente  pubblico che fornisce servizi ambientali ai 51 Comuni soci (l’area metropolitana di Venezia e parte della provincia di Treviso), in un territorio di 2.650 kmq, che conta 930.000 abitanti e 50 milioni di presenze turistiche.
Veritas è la seconda multiutility pubblica del Veneto e una delle maggiori d’Italia per dimensioni e fatturato.
Igiene ambientale: ciclo completo dei rifiuti in tutte le sue fasi, dal conferimento al trattamento, riciclaggio, recupero e smaltimento nell’Ecodistretto di Fusina, una tra le maggiori strutture d’Europa per tecnologia e quantità di materiali trattati.
Servizio idrico integrato: ciclo delle acque (prelievo, sollevamento, trattamento e distribuzione) per uso civile e industriale; raccolta e depurazione di acque reflue domestiche e industriali; realizzazione e gestione della rete antincendio di Venezia.
Servizi urbani collettivi: gestione integrata di servizi cimiteriali e funerari; mercati all’ingrosso; bonifiche ambientali; servizi legati alla tipicità del territorio veneziano (percorsi pedonali in caso di alta marea e neve), gestione del calore e della pubblica illuminazione, gestione delle utilities all’interno del porto di Venezia (reti, acqua, gas, elettricità).
Energia: energy management e produzione di energia da fonti rinnovabili (pannelli solari e biomasse).